# ミューオン触媒核融合
ミューオン触媒核融合（ミューオンしょくばいかくゆうごう、Muon-catalyzed fusion）とは、ミュー粒子（μ-、負の電荷を持ち負ミューオンとも呼ばれる）が媒介となって起きる、水素およびその同位体（重水素、三重水素）間での核融合反応のこと。

## 原理
負ミューオンは電子の約200倍の質量を持ち、物質中ではプラスの電気をもった原子核と束縛状態を形成する。このような状態はミュオニック原子と呼ばれ、負ミューオンの束縛軌道半径（ボーア半径）は電子のそれの200分の1まで接近しており、周りの軌道電子からみるとあたかも原子核の電荷が一単位電荷分だけ遮蔽されて減少したように見える。これは、水素およびその同位体にとっては核の電荷が中性になったことを意味し、他の（負ミューオンを捕獲していない）水素同位体はこのような「ミュオニック水素」に対して負ミューオンの束縛軌道半径程度にまで接近することができるようになる。
特に重水素、あるいは重水素と三重水素の混合物に負ミューオンを照射すると、このように接近した水素核同士は高い確率で核融合反応を起こしてヘリウム核を生成するとともに、反応エネルギーを中性子として放出する。このとき負ミューオンは再度自由になり、新たにミュオニック水素を形成して次の核融合反応を媒介する。この過程は負ミューオンが自然崩壊（平均寿命2.2マイクロ秒）するまで循環的に起き、あたかもミューオンが核融合を「触媒」しているように振る舞う。

## 特徴
熱核融合反応と異なり、μ触媒核融合では重水素、三重水素を高温プラズマ状態にする必要はなく、トカマク型炉のようにそれらを閉じ込めておくための大掛かりな閉じ込め磁場装置なども不要である（実際のμ触媒核融合実験は低温で液化した重水素、三重水素の混合物に負ミューオンを照射することで行われている）。一方、負ミューオンの生成には陽子加速器施設（中間子工場）を必要とするため、そのエネルギーコストまで考慮した場合、ミューオン生成エネルギーと核融合により取り出されるエネルギーが釣り合う（科学的ブレークイーブン）ためには、一個の負ミューオンが300回程度の核融合反応を媒介する必要がある（さらにμ触媒核融合炉によるエネルギー生産を行うためには最低500回）と言われている。
この点、今まで試みられた一連の実験において、一個の負ミューオンが媒介する核融合反応は最高で150回程度に留まっている。現在、その律速過程として核反応生成物であるヘリウム核に負ミューオンが束縛される（すなわちミュオニックヘリウム原子ができる）過程が重要であることまでは分かっているが、この壁をどのように乗り越えるかについては未だに模索中の段階であるといえる（ヘリウム核は電荷+2eであるため水素同位体より負ミューオンを引きつけやすく、一旦ヘリウム核に束縛された負ミューオンは再度解放される確率が極めて小さいことが知られている）。

## フィクション
アーサー・C・クラークの小説『2061年宇宙の旅』（『2001年』『2010年』の続編）では、ミューオン触媒核融合のエネルギーで推進剤を加速して噴射・推進する宇宙船が登場する。この「ミューオン駆動」の発明者はアンドレイ・サハロフとされているが、彼は現実にミューオン触媒核融合にかかわる研究に取り組んでいた。
バンダイナムコゲームス（現バンダイナムコエンターテインメント）のフライトSLG「エースコンバットX スカイズ・オブ・デセプション」に登場するオーレリア連邦共和国は、将来のエネルギー源としてミューオン触媒核融合炉の研究を推進しており、その一環として首都グリズウォールに巨大シンクロトロン施設「アトモスリング」を建設している。劇中でオーレリアに侵攻したレサス民主共和国軍は、グリズウォール占領後、同地の拠点防衛用にアトモスリングを利用した荷電粒子砲「メソン・カノン」を建造した。
2018年9月にリリースされたMoe Fantasyの艦船擬人化海戦SLG『蒼青のミラージュ』では、NeoForce母艦の機関としてミューオン触媒核融合炉が使用されている。